# Mesorregión Occidental de Tocantins
La Mesorregión Occidental de Tocantins es una de las dos mesorregiones del estado brasileño del Tocantins. Está formada por la unión de 93 municipios agrupados en cinco microrregiones.

## Microrregiones
- Microrregión de Araguaína
- Bico do Papagaio
- Gurupi
- Miracema do Tocantins
- Río Formoso

- Datos: Q2540677